# Horst Großmann

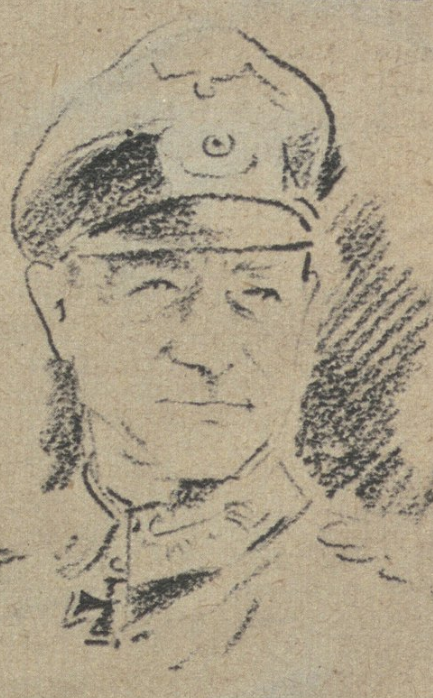
Generalleutnant Horst Großmann

Horst Großmann (* 19. November 1891 in Sybba, Kreis Lyck; † 4. Mai 1972 in Rüsselsheim) war ein deutscher General der Infanterie im Zweiten Weltkrieg.

## Leben
Großmann trat am 27. September 1911 als Fahnenjunker in das 8. Westpreußische Infanterie-Regiment Nr. 175 der Preußischen Armee ein. Von September 1912 bis 1913 besuchte er die Kriegsschule Hannover und wurde anschließend mit Patent vom 17. Juni 1913 zum Leutnant befördert. Im Juli 1914 war Großmann für zwei Wochen zur Festungs-Luftschiffertruppe Graudenz kommandiert.
Mit Ausbruch des Ersten Weltkriegs kam er mit seinem Regiment bis Ende September 1915 an der Ostfront zum Einsatz. Hier beteiligte sich Großmann u. a. an den Kämpfen bei Gumbinnen, Tannenberg, der Schlacht an den Masurischen Seen und wurde am 6. November 1914 Adjutant des II. Bataillons. Nach der Verlegung an die Westfront, wo er bis Kriegsende im Einsatz war, wurde Großmann dort am 18. August 1916 zum Oberleutnant befördert und ab Mitte Oktober 1917 als Ordonnanzoffizier beim Regimentsstab verwendet. Zugleich wurde er immer wieder für kurze Zeit als stellvertretender Regimentsadjutant eingesetzt und schließlich am 30. Juni 1918 zum Regimentsadjutant ernannt. Für sein Wirken während des Krieges erhielt Großmann neben beiden Klassen des Eisernen Kreuzes das Ritterkreuz des Königlichen Hausordens von Hohenzollern mit Schwertern, das Hamburger Hanseatenkreuz und das Kreuz für Verdienste im Kriege sowie das Verwundetenabzeichen in Schwarz.
Beförderungen
- 27. September 1911 Fahnenjunker
- 22. Mai 1912 Fähnrich
- 16. Juni 1913 Leutnant
- 18. August 1916 Oberleutnant
- 1. Oktober 1923 Rittmeister
- 1. August 1933 Major
- 1. März 1936 Oberstleutnant
- 1. Oktober 1938 Oberst
- 17. Dezember 1941 Generalmajor
- 1. Januar 1943 Generalleutnant
- 9. November 1944 General der Infanterie

Nach Kriegsende und Rückkehr in die Heimat wurde sein Regiment demobilisiert und Großmann anschließend in die Vorläufige Reichswehr übernommen. Er war zunächst Adjutant des I. Bataillons des Reichswehr-Infanterie-Regiments 34, das aus seinem Stammregiment hervorgegangen war. Ende Februar 1920 folgt seine Versetzung in das Reichswehr-Infanterie-Regiment 102. Nach der Bildung der Reichswehr diente er als Adjutant in Infanterie- und Reiter-Regimentern. Beim Wehrkreiskommando III durchlief er die Führergehilfenausbildung, den getarnten Lehrgang für Generalstabsoffiziere. Am 1. Oktober 1927 wurde er zum Nachrichtenoffizier und am 1. März 1928 zum Kompaniechef ernannt. Zu Lehrgängen kam er nach Altona und Döberitz. Ab 1. Oktober 1931 war Großmann drei Jahre lang als Lehrer an der Infanterieschule in Dresden tätig.
Danach wurde er Kommandeur des II. Bataillons vom Infanterie-Regiment „Gumbinnen“. In dieser Stellung blieb er auch, als die Wehrmacht aufgestellt und das Regiment zum Infanterie-Regiment 22 wurde. Am 1. März 1938 übernahm er das Kommando über den Lehrgang B an der Potsdamer Kriegsschule.
Zu Beginn des Überfalls auf Polen war er im Führerhauptquartier Vertreter vom Erwin Rommel. Am 15. Oktober 1939 wurde er Regimentskommandeur des Infanterie-Regiments 84 in der 8. Infanterie-Division, mit dem er am Westfeldzug teilnahm. Im Deutsch-Sowjetischen Krieg stieß er über Brjansk und Wjasma bis ins Vorfeld von Moskau vor. Dafür erhielt er das Ritterkreuz des Eisernen Kreuzes. Als die Division im Dezember 1941 nach Frankreich verlegt wurde, übernahm Großmann am 10. Dezember 1941 die Führung der 102. Infanterie-Division. In der Schlacht von Rschew wurde er am 22. Januar 1942 Divisionskommandeur der 6. Infanterie-Division. Am 11. Februar 1943 erhielt er das Deutsche Kreuz in Gold sowie für die erfolgreiche Beteiligung am Unternehmen Zitadelle das Eichenlaub zum Ritterkreuz des Eisernen Kreuzes (292. Verleihung). Großmann wurde am 16. Dezember 1943 abgelöst und wahrscheinlich in die Führerreserve versetzt.
Von Januar bis Mai 1944 war er Führer des LV. Armeekorps und des XXXV. Armeekorps. Nachdem er im Sommer 1944 einen Lehrgang für Kommandierende Generale besucht hatte, kam Großmann zur Heeresgruppe Mitte. Als Kommandierender General übernahm er das VI. Armeekorps. Am Tag nach der bedingungslosen Kapitulation der Wehrmacht geriet er in britische Kriegsgefangenschaft, aus der er am 8. Juli 1947 entlassen wurde.

## Schriften
- Geschichte der rheinisch-westfälischen 6. Infanterie-Division 1939–1945. Podzun-Verlag, Bad Nauheim 1958.
- Der Kampf um Ostpreussen. Der umfassende Dokumentarbericht. mit Kurt Dieckert, Gräfe und Unzer, München 1960.

– schwedische Übertragung von Jörgen Elfving: Ostpreussens undergang 1944–1945. En kamp utannad svenskt Militärhistoriskt Biblioteks Förlag, 2011.
- Rshew, Eckpfeiler der Ostfront. Podzun-Pallas-Verlag, Friedberg 1962.